# César Ritz
César Ritz est un hôtelier et entrepreneur suisse né le 23 février 1850 à Niederwald dans le Haut-Valais et mort le 26 octobre 1918 à Küssnacht (canton de Schwyz). 
Il est le premier à développer le marché de l'hôtellerie de luxe. Il a laissé sa marque dans l’histoire de l'hôtellerie, tant et si bien qu’en anglais le mot « ritzy » est un adjectif qui désigne le nec plus ultra en matière d'élégance.

## Biographie
César Ritz naît dans une famille de paysans de montagne et modestes notables de Niederwald, village du Haut-Valais situé dans la vallée de Conches. Il est le dernier des treize enfants de Johann Josef Anton Ritz et son épouse Kreszentia. Son père est juge (castellanus) et président de ce village, qui compte à l'époque près de deux cents habitants.
En raison de ses études médiocres au collège jésuite de Sion — école francophone dans laquelle il apprend le français —, ses parents le placent à 14 ans comme apprenti sommelier à l'hôtel de la Couronne et de la Poste, à Brigue, une commune du Valais, mais il est rapidement renvoyé sous prétexte qu'il casse trop de matériel.
Il est alors mis en apprentissage à Sion chez un artisan serrurier pendant trois ans. À la fin de son apprentissage, il exerce pendant quelques mois les fonctions d'intendant, puis de sacristain dans un collège.

### Débuts de sa carrière
Ayant appris que l'Exposition universelle de 1867 va ouvrir ses portes à Paris et que l'on cherche du personnel pour servir dans ses nombreux restaurants, César Ritz quitte la Suisse. Il commence sa carrière dans des restaurants comme serveur puis comme sommelier. Garçon d'étage à l'hôtel de la Fidélité, il noue une aventure avec une aristocrate russe qui lui donne le goût du luxe et les rudiments du savoir-vivre dans la bonne société. Renvoyé par la direction qui a appris cette liaison, il exerce au grand hôtel parisien Le Splendide, puis devient maître d'hôtel du Café Voisin, un grand restaurant parisien propriété d'Alfred Alexandre Bellenger qui doit fermer à la suite de la guerre de 1870. À ce dernier poste, il côtoie le Tout-Paris de l'époque, ce qui fait pour lui une excellente école de psychologie sociale. 
En 1873, alors qu'il est serveur dans le restaurant Les Trois Frères Provençaux en Autriche, il travaille en extra au pavillon impérial de l'Exposition universelle de Vienne. Il y rencontre de nombreuses personnalités de l'époque, Bismarck, l'empereur Guillaume et surtout le prince de Galles qui marquera son destin à jamais, les deux hommes inventant le palace aristocratique moderne, lieu de rencontre privilégié entre les anciennes et nouvelles classes dirigeantes. Après cinq années dans les restaurants, il se tourne vers l'hôtellerie. Il prend le poste de directeur d'un hôtel de Menton, sur la Riviera française, à une époque où les Anglais les plus riches venaient y passer l'hiver. Lors des années suivantes, il va naviguer entre Nice, Locarno et Sanremo. 
En 1877, il devient le directeur de l'Hôtel National de Lucerne (devenu Grand Hôtel National en 1899). Pour l'hiver 1877-1878, il prend le poste de directeur de l'hôtel des Îles britanniques de Menton, propriété des Rosnobet. Il y rencontre une jeune fille de 10 ans, Marie-Louise Beck, fille d'un hôtelier alsacien qui tient une maison à Menton. Il l'épousera dix ans plus tard et formera un duo avec elle qui se charge de la décoration de ses hôtels.
À l'été 1878, il est de retour à l'Hôtel National de Lucerne et fait un voyage pour visiter l'Exposition universelle de 1878 qui se tient à Paris. Durant l'hiver 1878-1879, il travaille pour l'hôtel Bellevue, à Enghien-les-Bains, puis retourne à Lucerne pour la saison d'été.
Désireux de lancer sa propre affaire, il fait ses armes en louant, pour l'hiver 1879-1880, le buffet du Jardin d'acclimatation du bois de Boulogne. Cette expérience l'ayant enthousiasmé, et après être retourné à Lucerne pour l'été 1880, il s'associe avec Ehrensberger, le directeur de l'Hôtel Splendid de Paris. Ensemble, ils acquièrent l'hôtel des Roches Noires à Trouville-sur-Mer, en Normandie. Il y engouffre ses économies. L'expérience est un échec mais il y a acquis la certitude qu'un grand hôtel nécessite un grand chef. Il débauche Jean Giroix et retourne à l'Hôtel National de Lucerne pour la saison d'été 1881.
Pour l'hiver 1881-1882, Alexandrine Yungbluth, parente des Rosnobet de Menton et tante de Marie-Louise Beck, lui propose le poste de directeur général du Grand Hôtel de Monte-Carlo, qu'elle et son mari possèdent. Dès lors, entre 1882 et 1887, César Ritz passe ses étés à Lucerne et ses hivers à Monte-Carlo. L'année 1882 marque également le début de sa collaboration avec le chef de cuisine Auguste Escoffier.
Pionnier du développement de la grande hôtellerie de luxe, il sait séduire la clientèle aisée et acquiert rapidement une réputation de bon goût et d'élégance. C'est l'avènement, en cette fin du xixe siècle, de l'hôtellerie de luxe, notamment dans les régions touristiques et dans les grandes villes. Parmi la clientèle qu'il côtoyait, beaucoup de rentiers et d'hommes d'affaires, mais surtout beaucoup d'aristocrates — têtes couronnées et grandes dames — qui menaient encore la haute société. Il organisa de nombreuses fêtes mondaines qui commencèrent à établir sa réputation.

### L'hôtellerie de luxe
En 1881, alors que César Ritz dirige le Grand Hôtel de Monte-Carlo, le prince de Galles, qui passait tous ses hivers à Cannes, décide de changer ses habitudes et de venir à Monte-Carlo, attirant derrière lui de nombreuses personnes extrêmement riches. César Ritz décide alors qu'il était temps de mettre certaines de ses idées en pratique en créant un nouveau type d'hôtel de luxe, entièrement tourné vers une clientèle prête à payer un prix très élevé, mais à condition de leur offrir ce qu'ils ne pourraient trouver nulle part ailleurs.
En 1888, il achète avec le grand chef Auguste Escoffier un restaurant, puis un hôtel à Baden-Baden. Il est attiré à Londres par sir Richard d'Oily Carte, un riche investisseur anglais afin de devenir directeur général de l'hôtel Savoy, poste qu’il occupe de 1889 à 1898, date de son renvoi. Le conseil d'administration du Savoy considère en effet qu'il profite de sa position pour favoriser ses propres affaires au détriment de celles de son employeur. Un audit montre de grandes différences dans les comptes des fournitures de la cuisine. En 1897, César Ritz et Escoffier sont renvoyés du Savoy. Ritz et Echenard, le maître d'hôtel, sont accusés de la disparition de plus de 3 400 £ de vins et spiritueux. Escoffier est accusé de corruption et d'avoir reçu des pots-de-vin de la part de fournisseurs. Finalement, le 28 février 1898, les administrateurs du Savoy licencient Ritz et Escoffier.

### Les hôtels Ritz
En 1896, César Ritz fonde une société de développement hôtelière à son nom, ce qui provoque son licenciement en 1897. En 1898, il fonde l'hôtel Ritz, place Vendôme à Paris.  
Dans son nouvel hôtel, il adopte des normes de confort très au-dessus de ce qui se faisait à l'époque, en faisant aménager des chambres et des appartements spacieux et richement décorés desservis par des ascenseurs et équipés de postes de téléphone. Il porte aussi un effort particulier sur l'hygiène, thème alors très à la mode, avec salle de bains et WC dans toutes les chambres, ce qui était unique au monde.
Dans le même ordre d'idées, il bannit de ses établissements les papiers peints et les tentures qui étaient considérés comme de véritables nids à microbes. Désirant que ses clients fortunés aient le sentiment de vivre dans un palais, il s'inspire avec son architecte des châteaux de Versailles et de Fontainebleau. Chaque pièce est décorée selon un style différent : Louis XIV, 
Régence, Louis XV, etc. Ses fournitures viennent des meilleures maisons : Christofle pour l'argenterie, Baccarat pour les cristaux, Rouff pour le linge de table, etc., sans lésiner sur rien. 
Pour le service, il est très exigeant avec son personnel et porte un effort particulier sur l'organisation de la restauration pour laquelle il continue à travailler avec le grand chef Auguste Escoffier. Ils mettent au point un système de travail en équipes afin de pouvoir offrir un large choix de plats à la clientèle tout en diminuant les délais de service. Un système de travail à la chaîne permet de lancer le « menu à la carte » qui est une innovation majeure par rapport à la restauration traditionnelle qui ne fonctionnait alors qu'avec le menu rapide mais imposé ou la commande à la carte mais avec attente.
En 1905, il ouvre l'hôtel Ritz à Londres puis en 1906 l'hôtel Ritz à Madrid. Ses hôtels deviennent dès lors les lieux de rencontre privilégiés de la bonne société de l'époque. Marcel Proust qui venait régulièrement dîner place Vendôme a décrit dans À la recherche du temps perdu le petit monde qui fréquentait alors le Ritz ; une grande partie des informations utilisées dans ses romans, tout en sauvegardant l'anonymat, lui ont été fournies par le maître d'hôtel Olivier.
Souffrant d'épuisement et de dépression, César Ritz est mis en retrait de ses affaires dès 1907. Cependant en 1908, il a assez de vigueur et de lucidité pour tenter de multiplier des ouvertures d'hôtels un peu partout dans le monde comme au Caire, à Johannesbourg, à Montréal et à New York. Toutefois ceux-ci ne constituaient pas une chaîne internationale d'hôtels de luxe. Sa société prenait une part de capital auprès d'investisseurs locaux et assurait le lancement et la gestion des nouveaux établissements. Tout en lui assurant une visibilité internationale, cette formule lui permit de limiter les risques, en cas de guerres ou de révolutions, en évitant d'immobiliser des capitaux trop importants, tout en profitant en plein de l'extraordinaire période de prospérité et d'enrichissement qui a duré jusqu'à la Première Guerre mondiale.
César Ritz décède quelques jours avant la fin de la guerre, le 26 octobre 1918 à Küssnacht en Suisse. Il est enterré au cimetière du Père-Lachaise (93e division) aux côtés de son fils René,. En 1961, année de la mort de Marie-Louise, les dépouilles sont transférées dans le cimetière de Niederwald.

### Vie privée

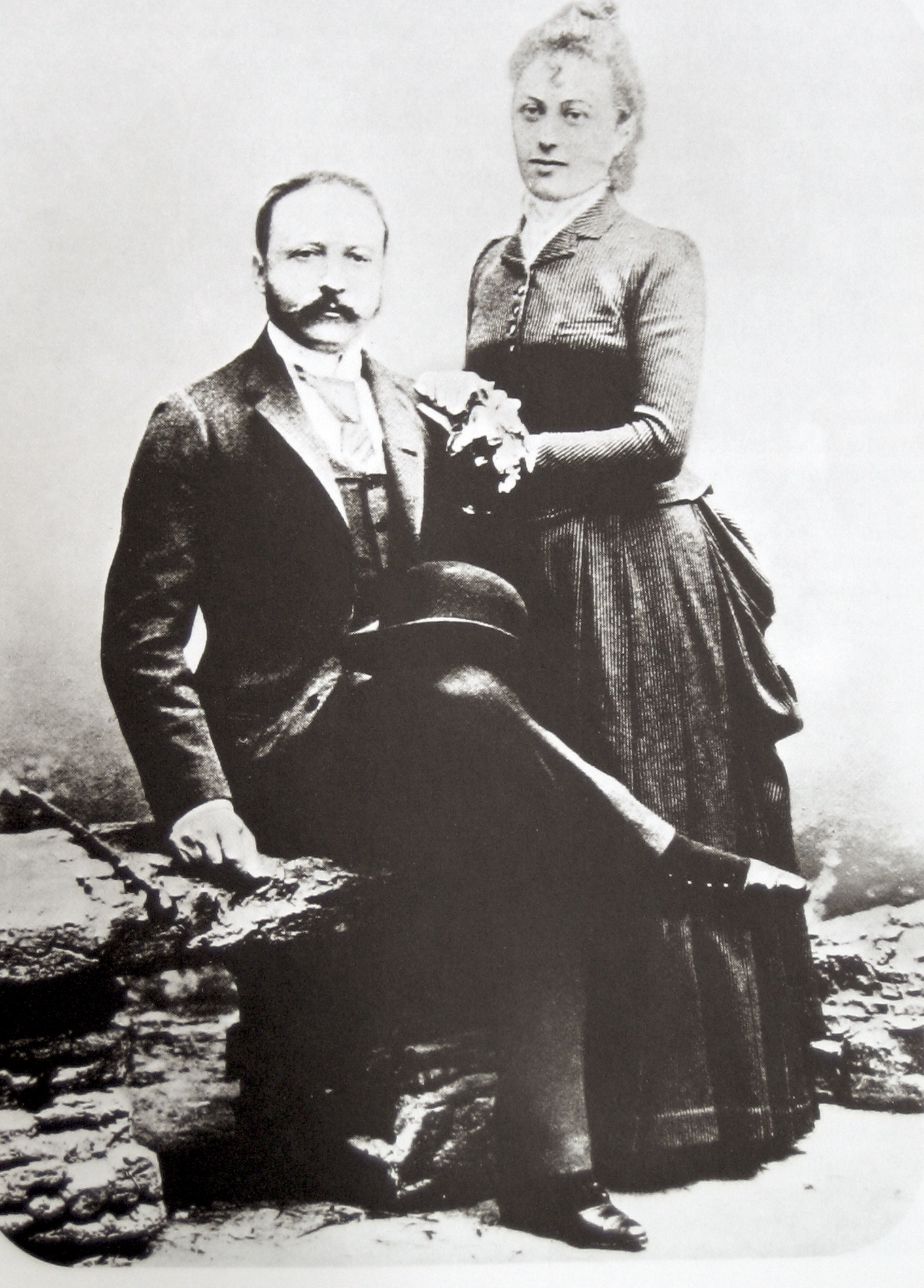
César et Marie-Louise Ritz en 1888.

César Ritz épouse le 17 janvier 1888 Marie-Louise Beck qui lui donne deux fils : Charles Ritz, né le 1er août 1891, et René le 14 août 1896 qui décède le 18 mars 1918 d'une méningite cérébro-spinale. Trop pris par ses affaires, César Ritz ne s'est pas beaucoup occupé de ses enfants : il est ainsi à Londres lors de la naissance de son fils aîné.